# András Vasy
András Vasy (né en 1969 en Hongrie) est un mathématicien américain et hongrois travaillant dans le domaine des équations aux dérivées partielles, l'analyse microlocale, la  théorie de la diffusion (en) et les problèmes inverses. Il est actuellement professeur de mathématiques à l'Université Stanford.

## Formation et carrière
Vasy étudie à l'Université Stanford, où il obtient son B. Sc. en physique et sa M. Sc. en mathématiques, en 1993. Il a reçu son doctorat au Massachusetts Institute of Technology sous la supervision de Richard Melrose en 1997, avec une thèse intitulée « Propagation of singularities in three-body scattering ». Après son stage postdoctoral effectué à l'Université de Californie à Berkeley auprès de Maciej Zworski, il a rejoint la faculté du  MIT au titre de professeur adjoint en 1999. Il a reçu un poste au MIT en 2005 au cours d'un séjour de longue durée à l'Université du Northwestern avant de passer à Stanford en 2006.

## Recherches
La ligne unificatrice des travaux de Vasy est l'application des outils de l'analyse microlocale à des problèmes concernant les équations différentielles ou pseudo-différentielles partielles hyperboliques. Il a analysé la propagation des singularités pour les solutions des équations d'onde sur des variétés à coins ou des structures limites plus complexes, en partie en collaboration avec Richard Melrose et Jared Wunsch. 
Pour son article sur une approche unifiée de la théorie de la diffusion sur des espaces et espace-temps asymptotiquement hyperboliques découlant de la théorie de la relativité générale d'Einstein comme l'espace de de Sitter et l'espace-temps de Kerr-de Sitter, il a reçu le prix Bôcher en 2017 ; cet article conduit en particulier à une nouvelle preuve de la conjecture de Smale pour les flux d'Anosov par Semyon Dyatlov et Maciej Zworski. Vasy a également collaboré avec Gunther Uhlmann sur les problèmes inverses pour les transformations géodésiques.

## Prix et distinctions
Vasy bénéficie d'une bourse Sloan de 2002 à 2004 et d'une bourse de l'Institut de mathématiques Clay de 2004 à 2006. Il a été élu fellow de l'American Mathematical Society en 2012. Il a été conférencier invité au Congrès international des mathématiciens à Séoul en 2014, avec une conférence intitulée « Some recent advances in microlocal analysis ». En 2017, il a reçu le prix Bôcher de l'American Mathematical Society.

## Sélection de publications
- « Propagation of singularities for the wave equation on manifolds with corners », Annals of Mathematics, vol. 168, 2008, pp 749–812, Arxiv
- avec Jared Wunsch, Richard B. Melrose, « Propagation of singularities for the wave equation on edge manifolds », Duke Math. J., vol. 144, 2008, pp 109–193, Arxiv (Appendix S. Dyatlov)
- « Microlocal analysis of asymptotically hyperbolic and Kerr-de Sitter spaces », Inventiones Mathematicae, vol. 194, 2013, pp 381–513. Arxiv
- avec P. Hintz, « Semilinear wave equations on asymptotically de Sitter, Kerr-de Sitter, and Minkowski spacetimes », Analysis & PDE, vol. 8, 2015, pp 1807–1890, Arxiv
- avec P. Hintz, The global nonlinear stability of the Kerr-de Sitter family of black holes, Arxiv 2016
- avec Gunther Uhlmann, « The inverse problem for the local geodesic ray transform », Inventiones Mathematicae, vol. 205, 2016, pp 83–120, Arxiv